# Ion Catrinescu
Ion Catrinescu (n. 5 noiembrie 1923 - d.? ) a fost un demnitar comunist care a deținut un mare număr de funcții în sistemul politic comunist.

## Funcții deținute
- Adjunct de șef de secție la CC al PCR (1972)
- Deputat de Prahova, Brăila și Neamț (9 mar. 1975 - 22 dec. 1989)
- Membru al CC al PCR (28 nov. 1974 - 22 dec. 1989)
- Ministru secretar de stat în Ministerul Industriei Construcțiilor de Mașini (6 apr. 1983 - 16 mar. 1984)
- Prim-adjunct de șef de secție la CC al PCR (1985-1989) [1]
- Prim-secretar al Comitetului de partid și președinte al Comitetului Executiv al Consiliului Popular al județelor Prahova (1973-1975) și Brăila (27 mar. 1978 - 6 apr. 1983)[2]
- Secretar al Marii Adunări Naționale (28 mar. 1985 - 22 dec. 1989)[3], [4]

## Distincții
- Ordinul „Tudor Vladimirescu” clasa a III-a (20 aprilie 1971) „pentru merite deosebite în opera de construire a socialismului, cu prilejul aniversării a 50 de ani de la constituirea Partidului Comunist Român”[5]
- Ordinul Muncii clasa a II-a (7 mai 1981) „pentru rezultatele obținute în îndeplinirea cincinalului 1976–1980, pentru contribuția deosebită adusă la înfăptuirea politicii Partidului Comunist Român de făurire a societății socialiste multilateral dezvoltate în patria noastră, cu prilejul aniversării a 60 de ani de la făurirea Partidului Comunist Român”[6]